# George Webster
George Henry Webster (ur. 31 lipca 1885 w Halifaksie, zm. 18 stycznia 1941 tamże) – brytyjski pływak z początków XX wieku, uczestnik igrzysk olimpijskich.
Jako dwudziestosześciolatek wystartował na V Letnich Igrzysk Olimpijskich w Sztokholmie, gdzie wystartował na dystansie 100 metrów stylem grzbietowym. W drugim wyścigu eliminacyjnym zajął, z czasem 1:29,4; drugie miejsce, co zapewniło mu awans do fazy półfinałowej. W półfinale z nieznanym czasem zajął ostatnie miejsce w swoim wyścigu.
Osiem lat później Webster ponownie wystartował na igrzyskach olimpijskich. Na belgijskim Stade Nautique d’Antwerp wziął udział w rywalizacji na 100 metrów stylem grzbietowym. Zakończył on swój udział w fazie eliminacyjnej zajmując piąte miejsce w swoim wyścigu (czas nieznany).